# Christian Friedrich von Byla
Christian Friedrich von Byla (getauft am 12. August 1704 in Uthleben; † 31. Januar 1775 in Ellrich) war ein preußischer Oberforstmeister und Rittergutsbesitzer.

## Leben
Er stammte aus dem Zweig Uthleben des thüringischen Adelsgeschlecht von Byla und war der Sohn des Rittergutsbesitzers Friedrich Jost von Byla (Bila) († 14. Juli 1725 in Uthleben) und dessen dritter Ehefrau Margretha geborene von Leuthorst (begraben am 6. Juni 1714 in Uthleben).
1721 trat er in das preußische Militär ein und stieg zum Kapitän im von Borckischen Regiment in Magdeburg, zum Major im preußischen Infanterieregiment von Bornstedt und zuletzt bis zum Oberstleutnant im Infanterieregiment von Jung-Stutterheim. 
Am 15. Dezember 1745 nahm er als Hauptmann an der Schlacht bei Kesselsdorf teil, in der er verletzt wurde.
Nach über 40 Jahren nahm er im Jahre 1764 seinen Abschied vom Militärdienst und wurde zum preußischen Oberforstmeister ernannt. Als solcher war er vier Jahre in den Marken tätig. Im Alter von 65 Jahren bat er aus gesundheitlichen Gründen um seine Pensionierung. Er durfte zwar aus dem Dienst ausscheiden, erhielt aber keine Pension und ließ sich daraufhin in der preußischen Stadt Ellrich in der preußischen Grafschaft Hohenstein nieder, wo er im Winter 1775 starb.
Am 9. März 1771 übertrug er trotz innerfamiliären Protestes mit Konsens der schwarzburgischen Regierung Frankenhausen sein Lehngut in Uthleben an seinen Sohn, dem damaligen Leutnant Christian Friedrich von Byla. Dieser starb am 15. Oktober 1800 auf seinem Gut Uthleben und hinterließ die Witwe Wilhelmina von Byla, den ältesten Sohn Friedrich von Byla und mehrere weitere unmündige Kinder.

## Familie
Christian Friedrich von Biela war zweimal verheiratet, zunächst mit Anna Theresa geborene von Minnigerode und ab 15. September 1745 in Brumby mit Anna Louise Becker. Aus letzterer Ehe ging als einziger Sohn der am 24. Juli 1746 in Magdeburg getaufte Christian Friedrich von Byla hervor.